# デニス・ビバ
デニス・ビバ（Denis Biba 、1995年6月17日 - ）は、アルバニア・カヴァヤ出身のプロサッカー選手。エルゼニ・シヤク所属。ポジションは、ディフェンダー。